# صانعة الملكات
صانعة الملكات (بالكورية: 퀸메이커) هو مسلسل ويب كوري جنوبي، من بطولة من بطولة كيم هي أي، مون سوري وريو سو يونغ. تم إصداره على نتفليكس في 14 أبريل 2023.

## القصة
كانت هوانغ دو هي (كيم هي أي) عبقريًة في صناعة الصور وكانت تتحكم في مكتب التخطيط الاستراتيجي لمجموعة يونسونغ. في هذه الاثناء، أوه سونغ سوك (مون سو-ري) محامية في مجال حقوق الإنسان، لقبت بالسيدة "وحيد القرن" لأنها نجت من تقلبات لا حصر لها، لانتخابها لمنصب عمدة سيئول. تسخر هونغ خبرتها في خدمة اوه سونغ سوك الانتخابية، ولإطاحة بالشركة السابقة التي كانت تعمل لصالحها. 

## طاقم

### رئيسي
- كيم هي-إيه في دور هوانج دو هي[6]
- مون سو-ري في دور أوه سونغ سوك[6]
- ريو سو يونغ في دور بايك جاي مين[7]

### داعم
- كيم تاي هون في دور ما جونغ-سيوك[8]
- سيو يي-سوك في دور سون يونغ سيم[9]
- أوك جا يون في دور جوك جي يون[10]
- جين كيونغ في دور سيو مين جيونج[11]
- لي جيونغ-يونغ في دور كارل يون
- لي جيونغ يونغ[12]
- كيم بيونغ اوك[13]

## روابط خارجية
- صانعة الملكات على موقع IMDb (الإنجليزية)
- صانعة الملكات على موقع روتن توميتوز (الإنجليزية)
- صانعة الملكات على موقع نتفليكس (الإنجليزية)
- صانعة الملكات على موقع فيلمافينيتي (الإسبانية)
- صانعة الملكات على موقع قاعدة بيانات الفيلم (الإنجليزية)
- صانعة الملكات على هانسينما